# Efraín Ríos Montt
Jose Efraín Ríos Montt, upokojeni gvatemalski de facto predsednik, diktator, vojaški general in predsednik Kongresa, * 16. junij, 1926, Huehuetenango, Gvatemala, † 1. april 2018, Ciudad Guatemala. 
Ríos Montt je ena najkontroverznejših gvatemalskih osebnosti. Dve poročili Komisije za resnice in pravo (poročilo REMHI, ki ga je financirala Rimskokatoliška Cerkev, in poročilo CEH, ki ga je podprla OZN med Pogajanji za sklenitev trajnega miru leta 1996) opisujeta skrajne kršitve človekovih pravic, kot so množični poboji in posilstva, mučenje in genocid nad domorodnim prebivalstvom, do katerih je prišlo med njegovo vojaško vladavino. Njegovi podporniki menijo, da je njegova vladavina z železno pestjo upravičena, saj je bila država takrat sredi nemirnih časov državljanske vojne. Občasno se je Ríos Montt v boju z levičarskimi gverilci tesno povezal z vlado Združenih držav Amerike.
Leta 2003 je kot kandidat Gvatemalske republiške fronte neuspešno kandidiral na gvatemalskih predsedniških volitvah.